# Nataoraans Amis
Nataoraans Amis, ook Nataoraans, Natawraans of Tauraans, is een Centrale taal die uitsluitend op Taiwan wordt gesproken, net zoals de andere Centrale en Oost-Formosaanse talen. Het betreft hier overigens geen Amis-dialect. Het Nataoraans Amis wordt gesproken in een klein cirkelvormig gebied aan de oostkust, ten noorden van het langwerpige Amis-taalgebied, en wel rond de stad Hualien (voornamelijk in dorpen), ten zuidoosten van het Taroko Nationaal Park, en ten noorden van Fenglin. Op internet is ook nu nog het boek Verbal Constructions and Verbal Classification in Nataoran-Amis (1967) door Teresa M. Chen te koop. Dit boek telt 300 bladzijden, en kost 39,20 Australische dollar. Het Nataoraans Amis wordt niet door alle Amistaligen verstaan. De dialecten zijn de laatste jaren een beetje ineengelopen. Er is 50 procent lexicologische similariteit met het Centraal-Amis. Er bestaat wel een woordenboek. Al de sprekers zijn oudere volwassenen: Het Nataoraans Amis is bijna uitgestorven.

## Classificatie
- Austronesische talen (1268)
  - Oost-Formosaanse talen (5)
    - Centrale talen (2)
      - Nataoraans Amis

## Verspreiding van de sprekers
- Taiwan: 137 651; 17e plaats, 19e volgens totaal aantal sprekers

Cikosowaans · Kaliyawaans · Nataoraans · Natawraans · Pokpok · Ridaw · Sakizaya